# 野宮神社

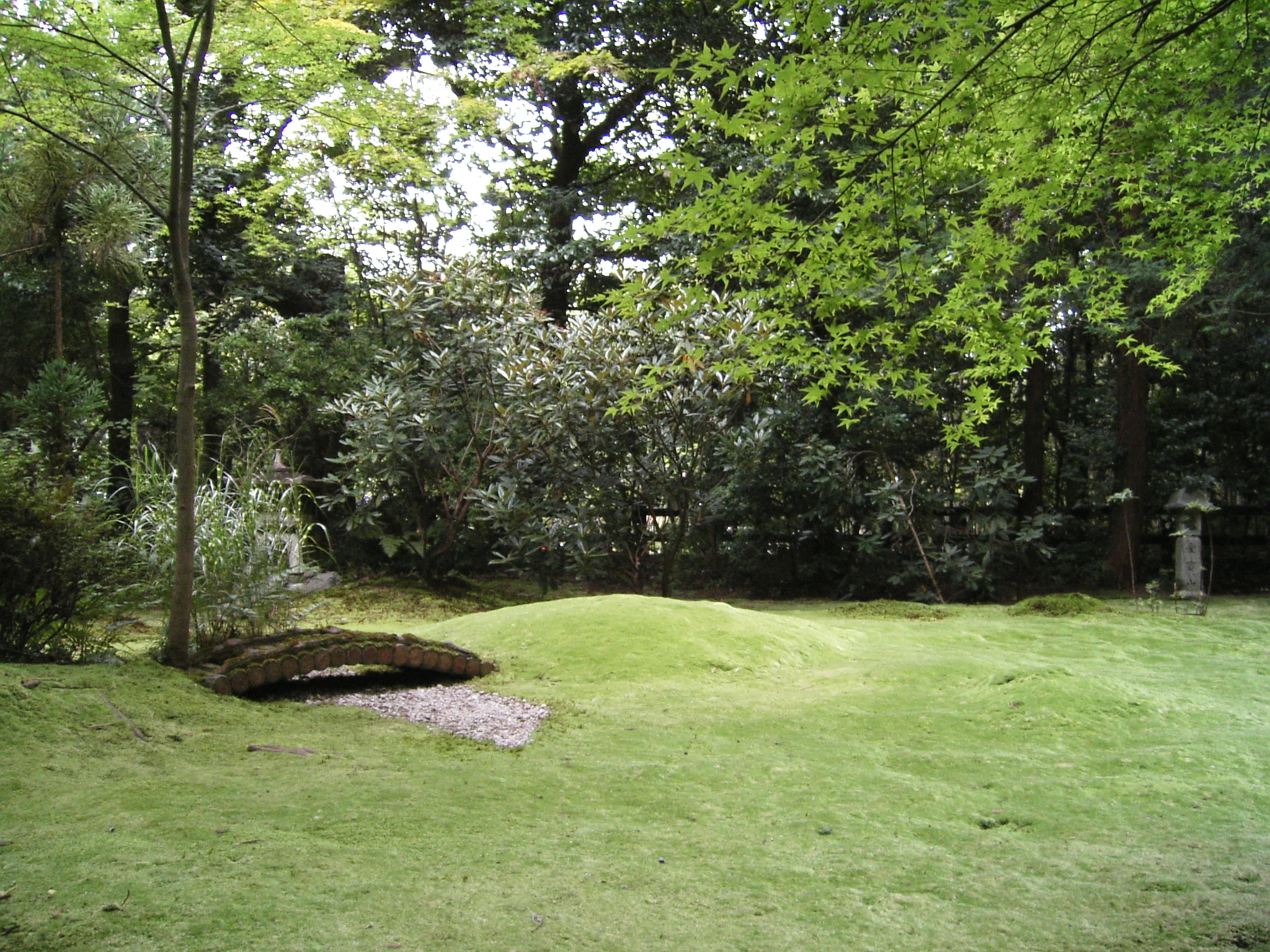
野宮じゅうたん苔

野宮神社（ののみやじんじゃ）は、京都市右京区嵯峨野にある神社。旧社格は村社、現在は神社本教の被包括法人となっている。

## 概要
天皇の代理として伊勢神宮に仕える斎王が伊勢に赴く前に身を清める場所であり、黒木鳥居と小柴垣に囲まれた清浄の地を選んで建てられた。その様子は源氏物語「賢木の巻」にも描かれている。学問・恋愛成就・子宝安産等の祭神を祀り、地域住民からの崇敬はもとより、観光ルートの便から他府県または海外からも多くの参拝者が訪れる。

## 祭神
- 本殿 - 野宮大神（天照皇大神）

## 歴史
豊鍬入姫命を端とした伊勢神宮に奉仕する斎王が伊勢に向う前に潔斎をした「野宮」に由来する神社であると伝えられる。天皇が代替わりすると、未婚の皇女・女王（平均12-13歳、最年少2歳、最年長で28歳）の中より新たな斎王が卜定され、宮中の初斎院で1年間、そして嵯峨野の清らかな場所を選び造営された野宮に入り1年間潔斎した後に斎宮寮(現在の三重県多気郡明和町）に向かい伊勢神宮での神事に臨んだ。その時の行列を「斎王群行」といい、1998年（平成10年）より毎年10月の例祭において氏子を中心に「斎宮行列」としてその様子を再現している。
野宮の場所は毎回異なっていたが、嵯峨天皇の代の仁子内親王のときから現在の野宮神社の鎮座地に野宮が作られるようになった。斎王の制度は南北朝時代、後醍醐天皇の代の祥子内親王を最後に廃絶し、その後は天照大神を祀る神社として存続していたが、度重なる戦乱の中で衰退した。
後に後奈良天皇、中御門天皇らの綸旨により再興され、現在まで皇室からの厚い崇敬を受ける。近年では、1980年（昭和55年）3月18日に浩宮徳仁親王、1994年（平成6年）2月12日には秋篠宮文仁親王並びに同妃が参拝した。

## 摂末社
- 愛宕大神（本殿北隣）
- 白峰弁財天（本殿南隣）

近年までは、松尾大神を祀っていたが、江戸期の都名所図会をもとに再興された。
上記は、石製基壇上に西向きで本殿両脇に並び建つ。
- 野宮大黒天（ののみやだいこくてん） - 白峰弁財天祠前方に建つ。

- 龍神（りゅうじん） - 手水鉢脇の井戸。

### 境内北部
- 白福稲荷大明神 - 本殿より右側の摂社。
- 大山弁財天 - 本殿より右側奥手の摂社。

- 不明社2棟 - ともに小祠で、うち1社前には狐像が複数並ぶ。

上記は、本殿などが建つ場所から、じゅうたん苔を横目に進んだ所に西向きに並び建つ。

### 境外攝社
- 大井神社 - 明治期建立の野宮神社旧本殿を社殿とする。

## 境内
- 源氏物語「賢木」の巻の舞台とされ、謡曲「野宮」の題材ともなっており境内各所に案内板が設けられ授与される御守にも、それらをモチーフにしたものが見られる。
- 鳥居は樹脂加工がされており、樹皮がついたままのクヌギの原木(徳島県剣山産）を使用し作られた貴重な「黒木の鳥居」で、形としてのみは日本最古の鳥居形式を伝えている。また、脇に備えられた垣根は、クロモジで作られた小柴垣であり、鳥居とともに源氏物語作中での風景描写として描かれた往古の潔斎空間の風情を醸し出している。
- 苔を用い嵐山を表した美しい庭園として有名な「野宮じゅうたん苔」をはじめ、モミジ・椿・石楠花・馬酔木などが境内を彩り、季節毎にその表情を変え参拝者を楽しませる。
- 境内社の野宮大黒天は縁結びの神として有名で、大黒天に参詣し、その横の「お亀石」をさすれば願いが叶うと言われ、多くの参拝者の祈願によって美しく黒光りしている。
- 境内付近に群生する真竹は「野宮竹」と称され、古くは大嘗祭等に使用されたものである。
- 浩宮徳仁親王の参拝を記念し植樹されたモミジの脇に建つ社号標は、明治時代の京都の書家、山田永年の揮毫によるものである。
- 大山弁財天前の庭には、村山古郷作「野宮の竹美しや春しぐれ」の句碑が建つ。
- 本殿前の賽銭箱は、台湾の台北一楽園大飯店からの奉納品である。

## 祭礼

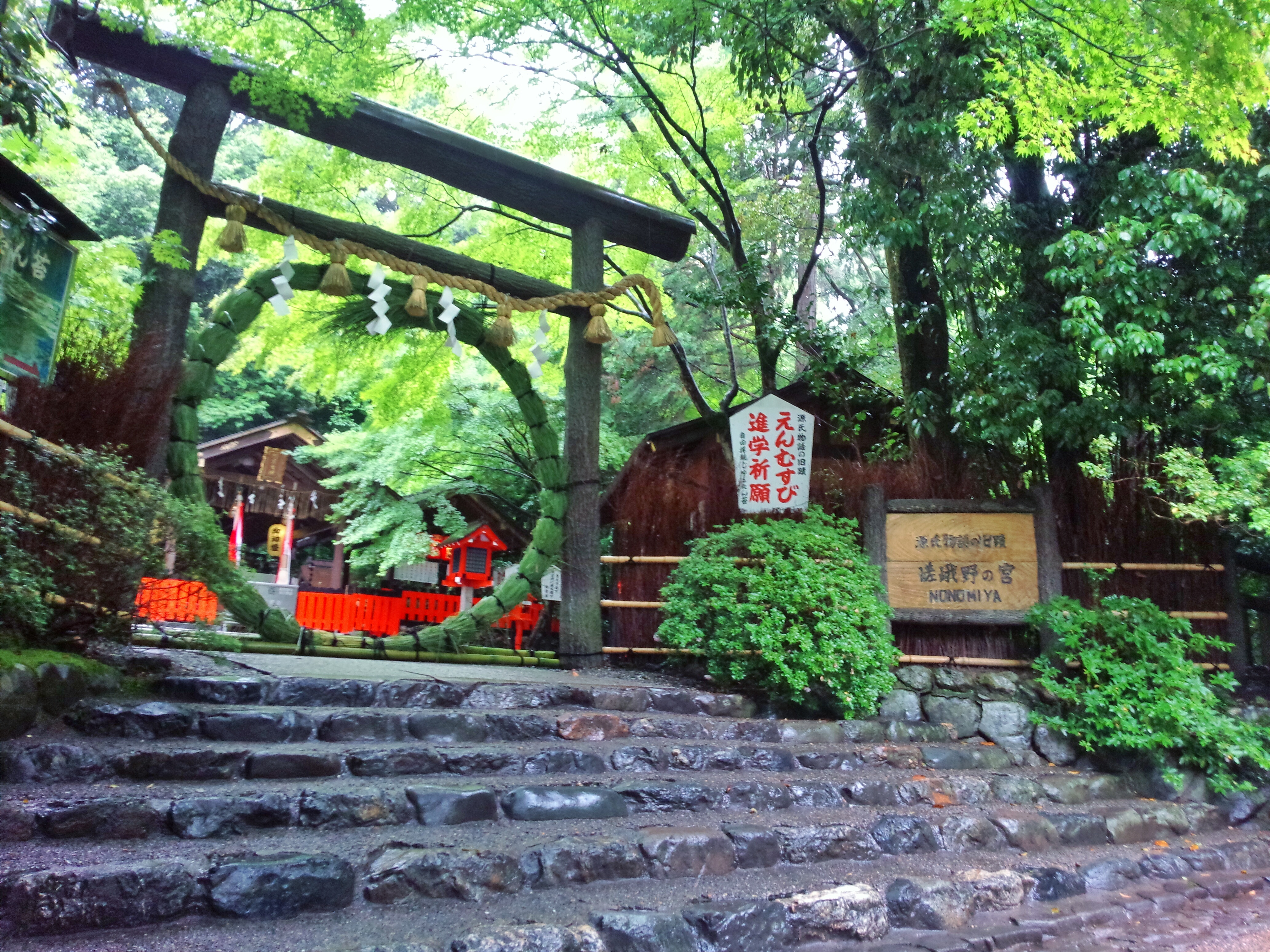
茅の輪

- 歳旦祭（1月1日）
- 節分祭（2月3日）
- 嵯峨祭（5月第3・4日曜）

清涼寺門前に愛宕神社とともに御旅所があり、拝殿、神輿庫が建つ。御旅所を起点に愛宕神社と合同で執行される。
- 夏越大祓（6月30日）
- 斎宮行列（10月第3日曜）
- 新嘗祭（11月23日）
- 除夜祭（12月31日）

## 現地情報
所在地
- 京都府京都市右京区嵯峨野々宮町1

交通アクセス
- 最寄駅：京福電気鉄道嵐山本線 嵐山駅下車後、徒歩約10分。
- 最寄駅：JR嵯峨野線嵯峨嵐山駅下車後、徒歩約10分。